# Leon Panetta

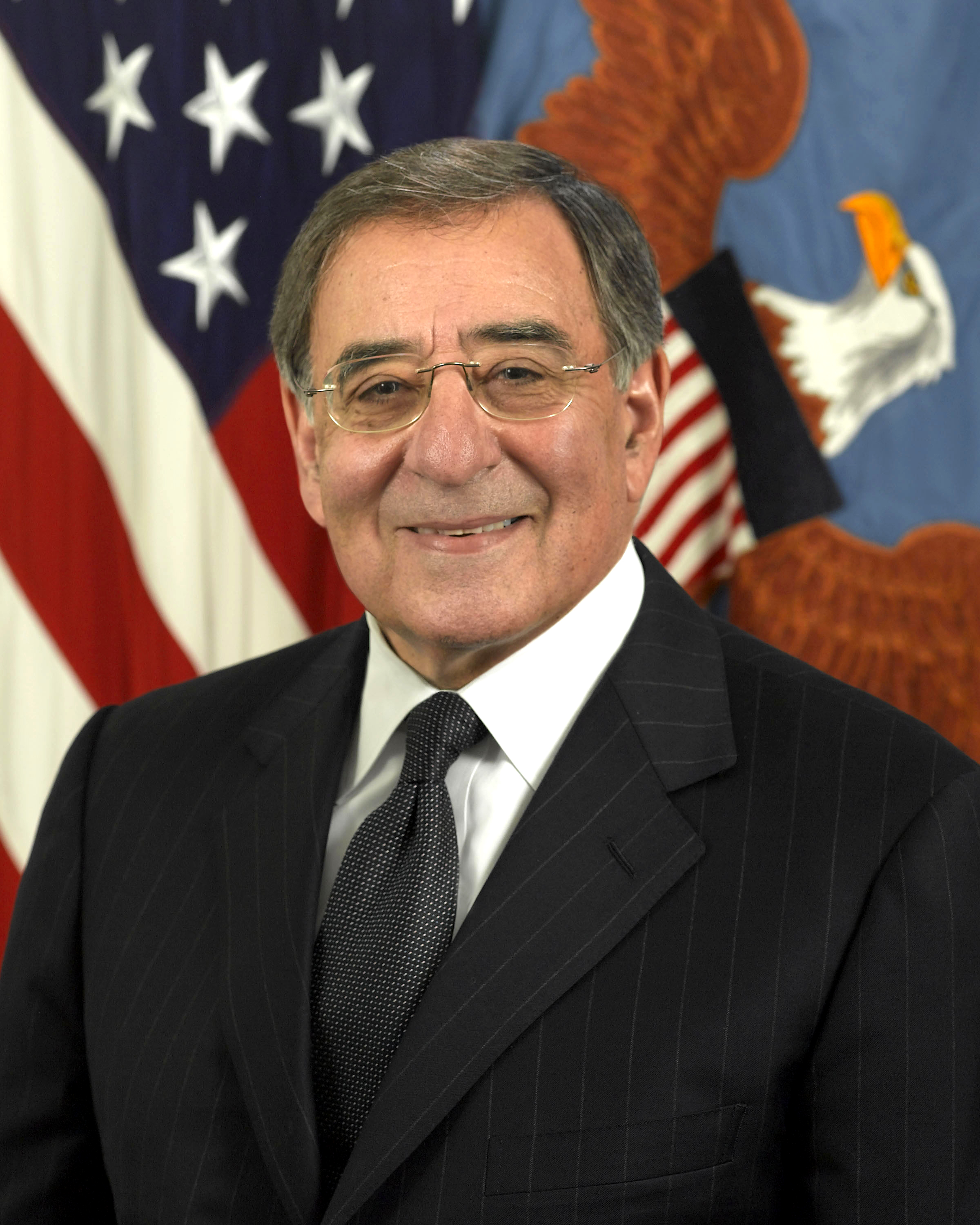
Leon Panetta im Jahr 2011

Leon Edward Panetta (* 28. Juni 1938 in Monterey, Kalifornien) ist ein US-amerikanischer Politiker (Demokratische Partei) und war vom 1. Juli 2011 bis 27. Februar 2013 der 23. Verteidigungsminister der Vereinigten Staaten.

## Leben
Leon Panetta wuchs in Kalifornien auf und ist der Sohn von Carmelina Maria und Carmelo Frank Panetta. Die Familie, die aus Siderno in Kalabrien stammt, unterhielt ein Restaurant in Monterey. Von 1956 bis 1960 studierte er Politikwissenschaften an der Santa Clara University und schloss das Studium als Bachelor of Arts mit der Note magna cum laude ab.
Von 1964 bis 1966 diente Panetta als Offizier im militärischen Nachrichtendienst der US Army (United States Army Intelligence and Security Command, INSCOM), die er als Oberleutnant verließ. Panetta ist römisch-katholischer Konfession, verheiratet und hat drei Kinder. Sein jüngster Sohn Jimmy Panetta wurde 2016 für den 20. Wahlbezirk von Kalifornien ins Repräsentantenhaus gewählt.

## Politische Karriere
Panetta war von Januar 1994 bis April 1997 Stabschef des Weißen Hauses unter US-Präsident Bill Clinton, ist ein früheres Mitglied des Repräsentantenhauses sowie Gründer und Direktor des Panetta Institute. Er gehörte der Baker-Kommission an, die am 15. März 2006 vom US-Kongress eingesetzt wurde, um eine unabhängige Beurteilung der Situation im Irak und Empfehlungen für künftige Strategien und Aktionen zu erarbeiten. Der Abschlussbericht der Baker-Kommission wurde am 6. Dezember 2006 veröffentlicht.
Anfang Januar 2009 wurde Panetta vom designierten Präsidenten Barack Obama überraschend zum neuen Direktor der CIA ernannt, obwohl er über keine geheimdienstliche Erfahrung verfügte. Dies wurde von Experten als geplanter Neuanfang für den Geheimdienst gedeutet. Dem früher als Kandidaten für das Amt in Erwägung gezogenen ehemaligen CIA-Mitarbeiter John O. Brennan war vorgeworfen worden, die Misshandlung von Terrorverdächtigen geduldet zu haben.
Panetta wurde zum 1. Juli 2011 Nachfolger von Verteidigungsminister Robert Gates, der Senat hatte die Nominierung am 22. Juni 2011 einstimmig beschlossen. Als Panettas Nachfolger im Amt als CIA-Chef wurde General David Petraeus nominiert. Am 7. Januar 2013 nominierte US-Präsident Obama Chuck Hagel als Nachfolger Panettas im Amt des Verteidigungsministers und Panetta gab das Amt am 27. Februar 2013 an diesen ab.
2019 wurde ihm der große Orden der Aufgehenden Sonne am Band verliehen.

## Werke
- mit Jim Newton: Worthy Fights: A Memoir of Leadership in War and Peace. Penguin, New York 2014, ISBN 978-1-59420-596-5.